# セシル・グレース

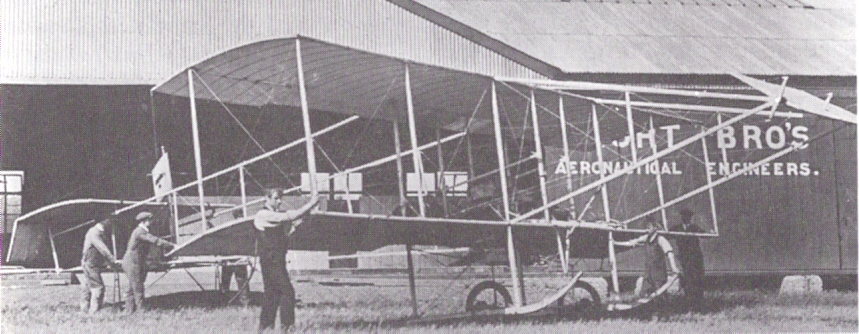
搭乗していたショート S.27

セシル・スタンリー・グレース（Cecil Stanley Grace、1880年 - 1910年12月22日）は、イギリスのパイロットである。ドーバー海峡を飛行中に行方不明となった。

## 略歴
ペルーでW. R. Grace and Co. を設立した成功したアイルランド系アメリカ人の実業家、ウィリアム・ラッセル・グレースの一族である。チリで生まれた。叔父のウィリアム・ラッセル・グレースは後にニューヨークの市長となった。コロンビア大学で学んだ後、両親とイギリスに戻り、オクスフォード大学で学んだ。1910年にイギリス国籍を取得した。
飛行機に興味を持ち、1909年にイギリス飛行クラブに加入し、イギリス初期の航空のパイオニアの一人となり、1910年にイギリスで4番目の飛行免許を取得した。1909年7月末にルイ・ブレリオがドーバー海峡横断飛行に成功した後も、多くの飛行家はイギリスから最も遠い場所まで飛行したパイロットに与えられるフロスト男爵賞(Baron de Forest Prize)などを争そっていた 。1910年12月17日にトーマス・ソッピース(Thomas Sopwith)が170マイルを飛んでベルギーまで飛行し、クロード・グラハム＝ホワイトは準備中に機体を壊した 。
12月22日の朝、グレースはショート S.27で賞に挑戦のために出発した。海は、霧に閉ざされていて、強風のためカレー近くの村に着陸したとの電信入った 。グレースは、別の日にまた飛行するためにカレーを午後2時10分に出発しイギリスに向かった。ドーバーへの飛行は40分たらずのはずであったが3時30分を過ぎてもグレースはあらわれなかった 。イギリス東端の町のラムズゲートの沿岸警備隊が3時頃、北に飛行する飛行機を目撃していた。
数日間、どこかに不時着したのではないかと期待されていたが、翌年1月6日にベルギーの海岸にゴーグルが流れ着き、後にグレースのものと確認された。機体の残骸が近くで発見されたと報じられ、3月14日に遺体の一部が発見されたが、判別困難な状態だった 
。
1911年3月に公式に死亡が認定された。1910年7月に飛行中の事故で没したチャールズ・ロールズとともに、イギリス飛行クラブの飛行場の近くのオールセインツ教会に記念するステンドグラスが作られた。1910年にイギリス飛行クラブからゴールド・メダルを贈られている。